# Manuel Quiroga Losada

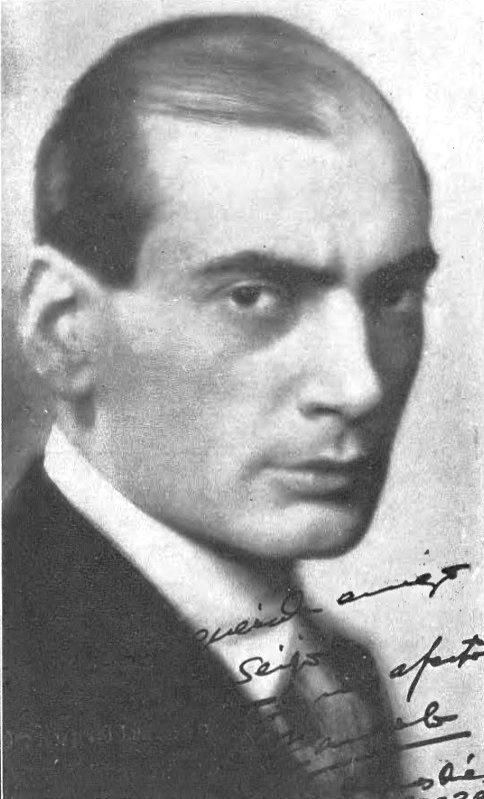
Manuel Quiroga Losada

Manuel Quiroga Losada (* 15. April 1892 in Pontevedra; † 19. April 1961) war ein spanischer Violinist und Komponist.

## Leben
Ermuntert durch seine Familie, begann er zuerst das Violinstudium in Madrid und setzte es in Paris fort. In Paris hatte er intensive Kontakte zu den Komponisten-Violinisten George Enescu, Eugène Ysaÿe und Fritz Kreisler, die ihn entscheidend prägten. Bereits im Alter von 19 Jahren konnte er seine Studien am Pariser Konservatorium mit einem Ersten Preis beenden. Eugène Ysaÿe widmete seinem Schüler die 6. Solosonate für Solovioline op. 27.
1937, im Alter von 46 Jahren, erlitt er in New York City einen Unfall, bei dem er so schwer verletzt wurde, dass ihm öffentliche Auftritte als Violinist unmöglich wurden. Fortan widmete er sich nur noch dem Komponieren.